# Кравков, Максимилиан Алексеевич
Максимилиан Алексеевич Кравков (10 (22) сентября 1887 года, Рязань — 12 октября 1937 года, Новосибирск) — писатель, краевед, геолог, исследователь Сибири.

## Биография
Максимилиан Алексеевич Кравков родился 10 (22) сентября 1887 года в Рязани. Он стал первым ребёнком в семье Алексея Павловича Кравкова (1857—1895), старшего врача 11-го гренадерского Фанагорийского полка, и его супруги Антонины Ивановны. После смерти А. П. Кравкова его вдова вместе с младшим сыном Леонидом переехала в Москву, в то время как Максимилиан остался у родственников в Рязани. Он проживал в доме своего дяди, военного врача Василия Павловича Кравкова (1859—1920). Воспитанием Максимилиана занималась тётка Елена Павловна Кравкова (1852—1907).
В 1898 году переехал к матери в Москву и поступил в 5-ю Московскую мужскую гимназию. Однако из-за обострения нервного заболевания у А. И. Кравковой он был вынужден вернуться в Рязань. В 1899—1904 годах учился в 1-й Рязанской мужской гимназии. По её окончании он поступил в Императорский Санкт-Петербургский университет на физико-математическое отделение.
С 1904 года тесно взаимодействовал с рязанской организацией РСДРП — хранил мимеограф, содействовал распространению листовок, летом 1907 года вёл пропагандистскую работу среди крестьян Ряжского уезда Рязанской губернии. В начале 1908 года совместно со студентами Быстровзоровым, Орловым и провизором Бабковым им была создана автономная боевая группа, поставившая себе задачу организовать покушение на московского генерал-губернатора С. К. Гершельмана.
Во время студенческих каникул в июле 1908 года был арестован в рязанском доме В. П. Кравкова на Абрамовской улице. При обыске была обнаружена оборудованная им в подвале подпольная лаборатория по изготовлению взрывчатых веществ. В 1909 году Московский военно-окружной суд признал его «виновным в хранении взрывчатых веществ и разрывных снарядов» и осудил на пять лет одиночного тюремного заключения, два из которых он провёл в кандалах в Московской губернской уголовной (Таганской) тюрьме.
В 1913 году был выслан на поселение в село Тайшет Канского округа Красноярского уезда Енисейской губернии. В период пребывания в ссылке занимался научными исследованиями, собирал материалы для естественнонаучных коллекций Санкт-Петербургского и Харьковского университетов. Тогда же он начал заниматься литературным творчеством. В 1916 году два его рассказа были напечатаны в журнале «Охотничий вестник».
В Тайшете проживал вплоть до Февральской революции 1917 года. После амнистии, состоявшейся в марте 1917 года, вступил в Союз социалистов-революционеров-максималистов, был избран членом Тайшетского исполкома и делегирован на уездный съезд в Нижнеудинск. Там состоялось его избрание представителем от Нижнеудинского уезда в губернский исполком в Иркутске, где он стал членом комиссии по земским делам. После Октябрьской революции 1917 года деятельность земств была прекращена, и Кравков возвратился в Тайшет, где вернулся к научной работе.
В 1918—1919 годах был гласным Нижнеудинского уездного земства, членом губернской комиссии по земским делам, управляющим Нижнеудинским уездом Иркутской губернии. С лета 1919 года он участвовал в подготовке эсеровского восстания в Иркутске, в декабре 1919 года принимал участие в остановке эшелонов А. В. Колчака на станции Нижнеудинск. В январе 1920 года сопровождал в Иркутск поезд «литерный Д» с золотым запасом колчаковского правительства.
После восстановления советской власти в Сибири заведовал краеведческим музеем в Иркутске. Осенью 1920 года он был арестован органами ВЧК по обвинению в принадлежности к эсерам-максималистам, однако после подачи им заявления о выходе из этой партии дело в его отношении было прекращено.
В 1920—1921 годах жил и работал в Омске, где занимал должность заведующего подотделом музеев Сибирского отдела народного образования. После перевода советских учреждений из Омска в Новониколаевск (с 1926 года — Новосибирск) в 1922 году стал заведующим Новониколаевским городским музеем. Он активно занимался организацией музея, вёл в нём отдел геологии, а также просветительскую работу среди молодёжи.
В ноябре 1922 года был арестован Новониколаевским ГПУ в связи с новым подозрением о принадлежности к эсерам. Через месяц за отсутствием конкретных данных по обвинению следствие в его отношении было прекращено, а сам он вышел на свободу.
В 1925 году совершил поездку по Салаиру, откуда привёз для музея ряд ценных экспонатов. В конце 1920 — начале 1930-х годов в составе геологоразведочных и географических экспедиций он бывал также в Саянах и в низовьях Енисея.
В марте 1931 года был арестован по обвинению в принадлежности к контрреволюционной организации бывшего генерала В. Г. Болдырева. Однако сравнительно быстро дело в его отношении было прекращено за недоказанностью обвинения, а сам он освобождён.
В 1931—1933 годах работал геологом в Горной Шории. Впечатления этого периода помогли ему впоследствии создать ряд произведений, посвящённых горнякам и разведчикам земных недр.
В мае 1937 года был арестован по обвинению в участии в «японо-эсеровской террористической диверсионно-шпионской организации», осуждён и 12 октября 1937 года расстрелян. 1 августа 1958 года он был посмертно реабилитирован.
Литературовед Н. Н. Яновский указывает дату смерти Кравкова как 5 сентября 1942 года на основании справки из прокуратуры Новосибирской области, полученной родственниками писателя в конце 1940-х годов, согласно которой он «умер от паралича сердца» в местах заключения. Как выяснилось впоследствии, дата и причина его смерти были сфальсифицированы. Подлинная дата и обстоятельства смерти были восстановлены по справке прокуратуры Новосибирской области от 1995 года, в соответствии с которой писатель признаётся «пострадавшим от политических репрессий».

## Творчество
Результатом усилий М. А. Кравкова по популяризации научных знаний о Сибири стали книги «Что такое музей и как его устроить в деревне» (1921), «Естественный богатства Сибири» (1928), «Программа-инструкция по геологическим изучениям и сборам» (1929), а также его отчёт о геолого-географических работах в сборнике «Абаканская экспедиция. 1927—1928» (1930).
К 1922 году относится начало серьёзной литературной деятельности Кравкова. Его наставником по писательскому цеху стал В. П. Правдухин, руководивший в то время Сибирским государственным издательством. Кравков дебютировал как краевед-очеркист на страницах основанного в 1922 году литературного журнала «Сибирские огни», впоследствии регулярно печатался в журналах «Красная нива», «Наши достижения», «Колхозник», альманахе «Перевал», детском сибирском журнале «Товарищ».
В 1924 году Кравков, бывший также заведующим Сибгоскино, активно участвовал в работе над художественным фильмом «Красный газ» (1924), снятом режиссёром И. Г. Калабуховым по мотивам произведений В. Я. Зазубрина. Картина была посвящена 5-й годовщине освобождения Новониколаевска от войск А. В. Колчака.
С конца 1920-х годов отдельными изданиями выпускались повести Кравкова для детей и юношества — «Дети тайги» (1929), «За сокровищами реки Тунгуски» (1931), «Год во льдах» (1933). Широкое распространение получила повесть «Золотая гора», выдержавшая два издания (1934, 1936) и переведённая на шорский язык (1935). В Москве вышел в свет сборник рассказов писателя «Большая вода» (1930). Последними его книгами стали повесть «Утро большого дня» (1936) и сборник рассказов «Золотая россыпь» (1936).
Наибольшей известностью среди произведений Кравкова пользуются приключенческие повести «Зашифрованный план» и «Ассирийская рукопись» (1925), переиздававшиеся в 1970 и 1977 годах.
Литературный критик Н. Н. Яновский отмечал:

Максимилиан Кравков как писатель сделал немного. Лучшее в его творчестве по объему невелико. Но то, что сделано им хорошо, входит в нашу литературу как её необходимая частица, по-своему яркая, по-своему неповторимая…
— Яновский Н.Н. Максимилиан Кравков [Предисловие] / Н.Н. Яновский // Кравков М.А. Ассирийская рукопись. Приключенческие повести и рассказы / Максимилиан Кравков.– Новосибирск: Зап. — Сиб. кн. изд-во, 1970. — с.16

## Семья
- Жена (с 1926) — Ирина Илиодоровна Россинская (1903—1982), хореограф.
- Сын — Алексей Максимилианович Кравков (1927—2011), инженер.
- Брат — Леонид Алексеевич Кравков (1889 — после 1930), капитан 3-й артиллерийской бригады, участник Первой мировой войны. Приказом по армии и флоту от 28 апреля (10 мая) 1917 года был награждён Георгиевским оружием. В советское время находился на преподавательской работе.